# Erich Carl Mayer

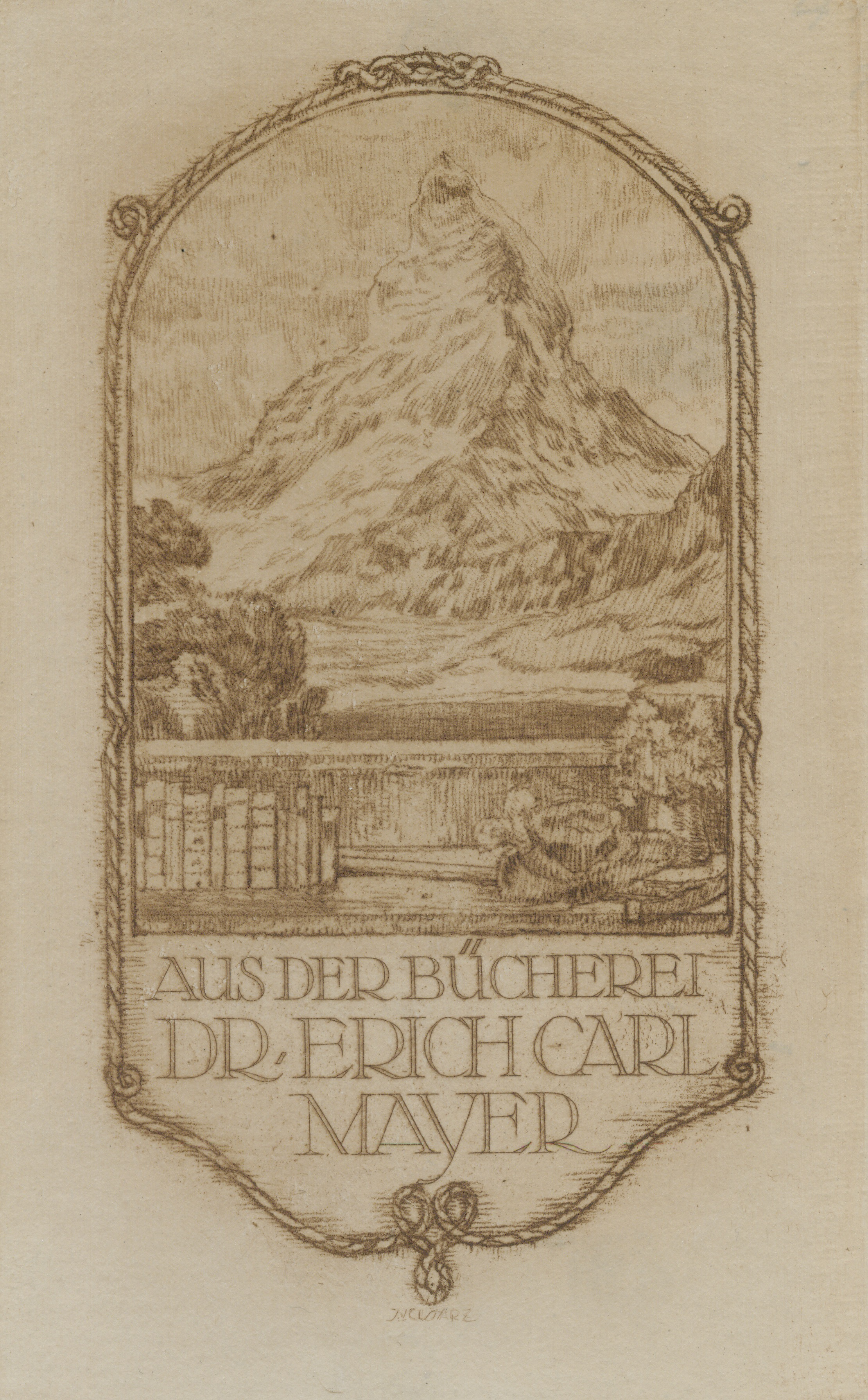
Exlibris von Erich Carl Mayer

Erich Carl Mayer (* 19. Juli 1878 in Mannheim als Erich Karl Sigmund Mayer; † 18. April 1942 ebenda) war ein deutscher Zigarrenfabrikant. 

## Familie
Erich Carl Mayer entstammte einer alten jüdischen Mannheimer Familie. Sein Vater war der Kommerzienrat und Zigarrenfabrikant Emil Mayer. Sein Ururgroßvater war der Firmengründer der Cigarrenfabriken Gebrüder Mayer AG in Mannheim Gottschalk Mayer. Dessen Vater war der Oberhoffaktor Elias Mayer, dessen Großvater der Hoffaktor Elias Hayum.
Ein Bruder von Erich Carl Mayer war der Strafrechtler und Rechtsphilosoph Max Ernst Mayer.

## Leben
Erich Carl Mayer erlangte 1896 am humanistischen Gymnasium in Mannheim das Abitur. Zum Studium der Volkswirtschaftslehre ging er an die  Hessische Ludwigs-Universität. 1897 wurde er im Corps Starkenburgia aktiv. Als Inaktiver wechselte er an die Straßburger Kaiser Wilhelms-Universität, die ihn 1899 zum Dr. rer. pol. promovierte. Anschließend erhielt er eine praktische Ausbildung an den Haupttabakmärkten in Bremen, Hamburg und Amsterdam. Von 1901 bis 1902 sammelte er in amerikanischen Tabakfabriken weitere berufliche Erfahrungen. Nach der Rückkehr aus Amerika trat er in die väterliche Firma, die Cigarrenfabriken Gebrüder Mayer AG, ein, deren Direktor, Teilhaber und Vorstandsmitglied er wurde.
Mayer war Aufsichtsratsmitglied der Badischen Assecuranz-Gesellschaft AG in Mannheim, der H. Schlinck & Cie. AG in Hamburg, des Badisch-Pfälzischen Ausschusses der Deutschen Bank und Disconto-Gesellschaft, der Schiffahrts-Assecuranz-Gesellschaft AG in Mannheim und der Hamburg-Mannheimer-Versicherungs-AG in Hamburg.

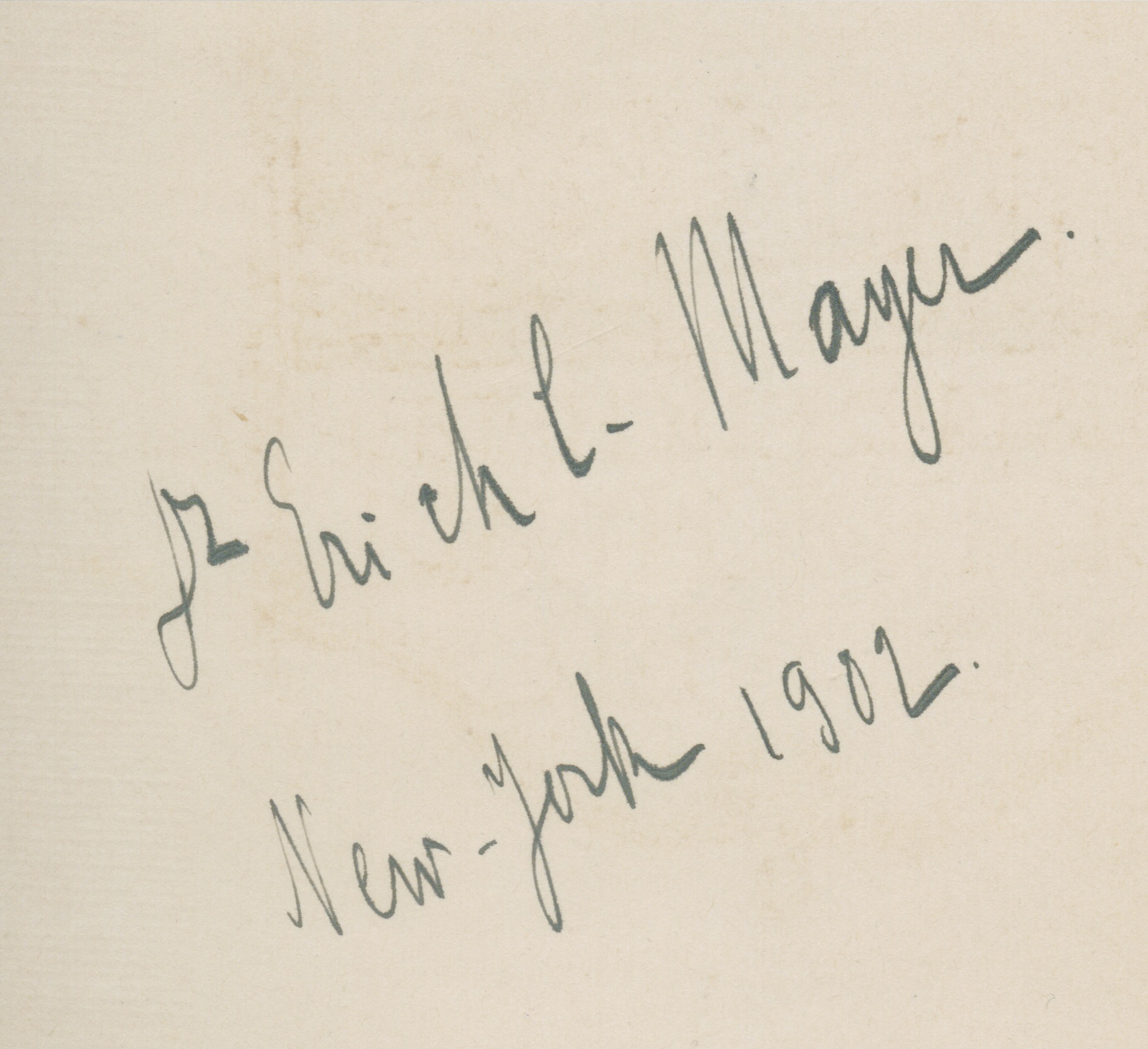
Unterschrift von Erich Carl Mayer

Er war Handelsrichter sowie Mitglied des Fachausschusses für das Tabakgewerbe bei der Industrie- und Handelskammer Mannheim. Zuletzt lebte er in Berlin.